# Heartbreaker (Beverly Hills, 90210)
Heartbreaker is de achttiende aflevering van het vierde seizoen van het tienerdrama Beverly Hills, 90210, die voor het eerst werd uitgezonden op 26 januari 1994.

## Verhaal
Brandon wordt uitgekozen om de Universiteit van Californië te vertegenwoordigen aan het Witte Huis. Hij zal hier aan het eind van de zomer naartoe gaan. Andrea denkt erover na een abortus te ondergaan, maar vindt het een moeilijke keuze. Ze zoekt hulp bij Kelly en vertelt haar dat ze overweegt een abortus te plegen zonder Jesse te vertellen dat ze zwanger is. Ze legt uit dat Jesse uit een christelijke familie komt en hij waarschijnlijk tegen het abortus zal zijn. Kelly reageert dat hij alle recht heeft om ervan te weten. Andrea weet dat ze de waarheid zal moeten vertellen, maar vreest dat hij haar zal verlaten.
Wanneer ze het hem wil vertellen, is hij overweldigd door het nieuws dat hij zojuist promotie heeft gemaakt. Andrea is blij voor hem en durft niet meer te zeggen wat er aan de hand is. Na lang piekeren biecht ze de waarheid op. In plaats van haar te verlaten, omhelst hij haar echter. Ondertussen regelt Dylan een baan voor Suzanne bij de Peach Pit. Terwijl Nat haar een rondleiding geeft, krijgt hij een hartaanval en stort in. Brandon en Dylan redden zijn leven en brengen hem naar het ziekenhuis.
Niet veel later duikt zijn neef en mede-eigenaar van de Peach Pit Joey op. Na een overleg met Jim, besluit hij de Peach Pit te verkopen. Nat ondergaat op dat moment een bypassoperatie en weet van niets. Brandon ontdekt dit en is razend op zijn vader. Hij besluit zelf de Peach Pit over te nemen. Hij is bang dat hem dit niet alleen zal lukken, maar hij wordt bijgestaan door al zijn vrienden.
David vertelt Donna de waarheid over zijn ervaringen met drugs. David is al een tijd clean en bezoekt een psychiater. Hij lijkt weer normaal te zijn en krijgt opnieuw een relatie met Donna. Later wordt hij echter opnieuw verleid weer drugs te gebruiken en valt terug in zijn oude gewoontes.

## Rolverdeling
- Jason Priestley - Brandon Walsh
- Shannen Doherty - Brenda Walsh
- Jennie Garth - Kelly Taylor
- Ian Ziering - Steve Sanders
- Gabrielle Carteris - Andrea Zuckerman
- Luke Perry - Dylan McKay
- Brian Austin Green - David Silver
- Tori Spelling - Donna Martin
- Carol Potter - Cindy Walsh
- James Eckhouse - Jim Walsh
- Joe E. Tata - Nat Bussichio
- Mark D. Espinoza - Jesse Vasquez
- Kerrie Keane - Suzanne Steele
- Joe Greco - Joey Bussichio
- William S. Taylor - Dean Trimble
- Michael Patrick Hogan - Jackson
- Don Stark - Davids psychiater